# Медаль «50 лет Монгольской Народной Армии»
«50 лет Монгольской Народной Армии» (монг. Монголын ардын армийн 50 жилийн ойн медаль) — юбилейная медаль Монгольской народной республики, учреждена Указом Президиума Великого Народного Хурала МНР 23 сентября 1970 года в ознаменование 50-летия Монгольской Народной Армии.

## Статут
Юбилейной медалью «50 лет Монгольской Народной армии» награждались военнослужащие и лица, имеющие заслуги перед Монгольской Народной Армией.

## Описание знака
Лицевая сторона медали круглая. В центре её композиция из щита и меча с наложенной поверх них пятиконечной звездой. Звезда покрыта эмалевой краской красного цвета. В центре звезды старый герб Монголии — «соёмбо».
Два нижних конца звезды прикрывают полувенок (вправо и влево) из листьев лавра, покрытых зелёной эмалевой краской.
В верхней части медали, разделенной рукояткой меча, расположены две вдавленные, покрытые красной эмалевой краской даты: 1921 и 1971.
Обратная сторона медали гладкая, плоская. Медаль с помощью ушка и кольца соединяется с пятиугольной колодкой, покрытой красной и синей эмалевой краской в виде пяти равных полос. Три полосы красного и две полосы синего цвета. Ширина каждой полосы — 5,5 мм.
Обратная сторона колодки гладкая, имеет булавку для прикрепления медали к одежде.
Медаль и колодка изготовлены из латуни. Диаметр медали 34 мм. Толщина медали 2,5 мм. Размер колодки 21×32 мм. Высота медали с колодкой 61 мм. Вес медали с соединительным кольцом и колодкой 26,70 г.

## Лента медали
(Размеры полос даны в мм. Сокращения: К — красный, С — синий.)
Ширина полос на ленте:
5-4.5-5-4.5-5
Цвета полос слева направо:
К-С-К-С-К